# Arthur Mangin
Pour les articles homonymes, voir Mangin.
Arthur Mangin, né le 19 décembre 1824 à Paris où il est mort le 12 mars 1887 est un écrivain et vulgarisateur scientifique français, auteur de monographies et d'articles de journaux. Il appartient à ce qui sera la première génération des vulgarisateurs de presse et d'édition.

## Biographie
Arthur Mangin est le second fils et le troisième enfant de Théodore Mangin, directeur des Postes notamment à Calais et à Boulogne-sur-Mer, et de Julie Boettcher, amis de nombreux compositeurs et écrivains tels que Niccolo Paganini, Rossini, Henri Heine. Il est aussi le cousin issu de germain du journaliste Victor Mangin.
Arthur s'inscrit à la faculté des sciences à Paris pour étudier la chimie, mais ses études sont interrompus par la Révolution française de 1848 où il s'engage activement en tant qu'étudiant au club politique de la Rue St. Jacques Club de la Fraternité, dont il est le cofondateur avec Charles Fillien et Antonio Watripon. Il abandonne ses études et entre au ministère de l'Intérieur sous Ledru-Rollin en tant que rédacteur de l'Instruction publique. Ce n'est que pour quelques mois : aux troubles des Journées de Juin 1848, Ledru-Rollin quitte le gouvernement et Mangin quitte le ministère. Il choisit alors d'être vulgarisateur scientifique.
Il écrit des monographies sur une grande variation de sujets et des vulgarisations pour des collections et des journaux. Il collabore avec un grand nombre de magazines et journaux : Le Nouveau journal des connaissances utiles ; Le Magasin pittoresque ; Le Musée des familles ; Le Correspondant ; La Vie pratique ; L’Avenir national ; Le Progrès de Lyon. Il est rédacteur de la revue scientifique du Journal des Économistes et il écrit des articles sur la chimie dans le Dictionnaire du commerce et de la navigation. Après 1871, il écrit les comptes-rendus des séances de l'Académie des sciences morales dans le Journal officiel.
Il travaille intensivement avec la maison d'édition Alfred Mame à Tours.
Arthur Mangin, qui compte parmi la première génération des vulgarisateurs, compte aussi parmi les auteurs dont Jules Verne s'est servi pour inspiration et documentation.
Arthur est le frère d'Amédée Mangin (Amédée-Paul-Théodore) (1818-1879), ingénieur de la marine, directeur des Constructions navales, inventeur de l'hélice à quatre ailes ou hélice Mangin,,. C'est Arthur qui écrit sur cette hélice de son frère dans Merveilles de l'industrie : machines à vapeur: bateaux à vapeur: chemins de fer.

## Ouvrages
Plusieurs de ses ouvrages sont numérisés par Gallica et Google, parmi lesquels : 
- 1855 : Délassements instructifs : les télégraphes, les feux de guerre, Alfred Mame, Tours en ligne
- 1857 : Les Savants illustres de la France, Librairie de l'enfance et de la jeunesse, P. C. Lehuby, Paris en ligne.
- 1860 : Le Cacao et le chocolat, Guillaumin, Paris en ligne
- 1861 : Voyage scientifique autour de ma chambre en ligne ; nouvelle édition 1886 en ligne.
- 1862 : Rome sous Néron (nouvelle édition), Bibliothèque des écoles chrétiennes, Alfred Mame, Tours en ligne.
- 1863 : Soirée en famille, Alfred Mame et Fils, Tours.
- 1863 : Voyages et découvertes : outre-mer au XIXe siècle, Alfred Mame, Tours en ligne.
- 1863 : Le feu du ciel. Histoire de l'électricité et de ses principales applications, Alfred Mame, Tours en ligne.
- 1864 : Les Mystères de l'océan, Alfred Mame, Tours en ligne.
- 1866 : Le Désert et le monde sauvage, Alfred Mame, Tours en ligne.
- 1867 : Les Jardins : histoire et description, Alfred Mame, Tours en ligne.
- 1869 (nouvelle édition) : La navigation aérienne, Bibliothèque des écoles chrétiennes, Alfred Mame, Tours en ligne.
- 1869 : Les Poisons, Alfred Mame, Tours en ligne.
- 1870 : Nos ennemis et nos alliés: études zoologiques, Alfred Mame, Tours en ligne.
- 1871 : Merveilles de l'industrie: machines à vapeur: bateaux à vapeur: chemins de fer A. Mame et fils, en ligne.
- 1872 : L'Homme et la bête, Firmin Didot, Paris en ligne.
- 1883 Voyage à la Nouvelle-Calédonie ; suivi de Les bêtes criminelles au Moyen Âge, Delagrave, Paris en ligne.
- " Histoire des jardins anciens et modernes "[Qui ?], Alfred Mame et Fils éditeurs, Tours, 1887